# Androcentrism
Androcentrism (av grekiska aner, genitiv andros "man") är ett system, medvetet eller inte, där mannen eller den maskulina synvinkeln läggs i centrum för synen på världen och dess kultur och historia. Motsatsen, att sätta kvinnan i centrum, kallas gynocentrism.
Androcentrism förekommer ofta i språket, till exempel då kvinnliga individer omnämns som just kvinnliga (kvinnlig astronaut, tjejpunkband, älgko) i situationer där manliga individer benämns utan könsbeteckning (astronaut, punkband, älg). Även en fras som "en ciklidfisk och dess partner" (där ciklidfisken är hanfisk och partnern är honfisk), som hämtats ur  Edward O Wilsons bok "Sociobiology – The New Synthesis" (1975), visar på s.k. androcentrisk semantik.